# 공룡개미
공룡개미는 개미과의 한 종으로, 신체적 특징과 사회구조가 비교적 원시적이어서 공룡개미라는 이름이 붙었다. 노토머메시아속의 현존하는 유일한 개미이다. 크고 노란색이며, 툭 튀어나온 검은 눈과 긴 큰턱으로 가위처럼 싹뚝 자르는 것이 특징이다.

## 행동
이들 원시개미는 현대의 개미들과 마찬가지로 사회생활을 하지만 한 군락의 개체 수가 100도 안되는 작은 군락에서 산다. 이때부터 사회조직이 계급화되어 있었으며, 여왕개미는 번식할 수 있으나 일개미들은 알을 낳을 수 없었다. 이들이 원시적이라고 하지만 나중에 더 원시적인 톱니침개미(Amblyopone)가 발견되었다.

## 발견
본래 오스트레일리아의 발라도니아 라는 지방에서 1931년에 오스트레일리아 서부에서 남부로 가던 곤충연구팀에 의해 발견이 되어 알코올 속에 보관되었다. 당시에는 이 표본이 개미가 말벌에서 나왔다는 결정적 증거라고 생각했으나, 공룡개미를 채집한 곤충연구팀이 정확한 발견 장소를 기록해 두지 않아 1977년 테일러(Dr. Bob Taylor)에 의해서 발견되기까지 살아있는 채로 관찰하지 못했었다. 테일러는 푸셰라라는 마을에서 공룡개미를 발견하였고(푸셰라는 발라도니아에서 1300km 떨어져 있다) 이어 페녹이라는 마을에서 공룡개미 군락이 발견되었으나(페녹은 발라도니아에서 180km 떨어져 있다)1931년 발견된 군락은 찾지 못하고 있다.